# بسنقول
بسنقول (به عربی: بسنقول) یک روستا در سوریه است که در ناحیه محمبل واقع شده‌است. بسنقول ۲٬۸۸۳ نفر جمعیت دارد.